# Acanthaeschna victoria
Acanthaeschna victoria або Thylacine Darner — вид бабок родини Коромисла, єдиний вид роду Acanthaeschna. Вид є ендеміком Австралії, де мешкає на болотах.

## Опис
Довжина тіла 65-80 мм, розмах крил до 110 мм. Ока у самців зеленувато-блакитні, у самиць жовтувато-зелені. На лобі чорна пляма у вигляді букви Т. Груди згори коричневого кольору, з 2 широкими зеленими подовжніми смужками. З боків груди — зеленого кольору, з чорним малюнком. У самців черевце чорного забарвлення, на спинці зелене, з блакитними бічними плямами. На останніх сегментах брющка усі плями блакитного кольору. У самця верхні анальні придатки черевця на вершинах виразно загнуті вниз. У самиць черевце коричнево-червоного кольору, із зеленими плямами або світло-сірого кольору, з ясно-блакитними.
Зустрічаються з другої декади червня і до листопада (на півдні ареалу). Самиці часто літають вечорами. Можуть розвивати швидкість до 60 км/год. Полюють на літаючих комах, навіть на інших бабок, видивляючись здобич величезними очима. Віддають перевагу великим стоячим водоймам, ставкам і зарослим озерам.
На відміну від інших близькоспоріднених видів, самиці синього коромисла відкладають яйця не у воду з водної рослинності, а на суху землю або мох біля рівня води. Яйця зимуючі. Личинки вилуплюються в квітні. Тіло личинок широке, товсте, коренасте, хвостових зябер немає. Личинки живуть серед водних рослин. Активні хижаки — поїдають дрібних рачків, личинок комарів, водних комах, мальків риб. Розвиток личинок 2-річний, перетворюються на имаго після 13 линек. До кінця свого розвитку досягають довжини 50 мм.